# Peter-Paul Goes
Peter-Paul Goes (* 24. Dezember 1914 in Hamburg; † 6. Oktober 1962 in Ost-Berlin) war ein deutscher Schauspieler, Synchron- und Hörspielsprecher.

## Leben
Die Quellen für das Leben und die berufliche Entwicklung von Peter-Paul Goes sind wenig ergiebig. Für seine Theaterarbeit lässt sich nur ein Engagement Ende der 1950er Jahre an der Gastspielbühne Berlin, einem Theater ohne feste Spielstätte, nachweisen. Auch die Hinweise auf Hörspiele und Synchronisationen halten sich in Grenzen. Dafür hatte er mehrere Rollen in Filmen der DEFA und des Deutschen Fernsehfunks zu spielen.

## Filmografie
- 1954: Gefährliche Fracht
- 1954: Der Fall Dr. Wagner
- 1958: Sonnensucher
- 1959: Ware für Katalonien
- 1960: Fernsehpitaval: Der Fall Haarmann (Fernsehreihe)
- 1960: Was wäre, wenn …?
- 1960: Immer am Weg dein Gesicht (Fernsehfilm)
- 1960: Blaulicht (Fernsehserie, 2 Episoden)
- 1961: Fünf Tage – Fünf Nächte
- 1961: Gewissen in Aufruhr (Fernsehfünfteiler, 1 Episode)
- 1962: Die letzte Chance (Fernsehfilm)
- 1963: Nackt unter Wölfen

## Theater
- 1958: Wolfgang Höher: Unternehmen Rakete (Deinert) – Regie: Heinz Gies (Gastspielbühne Berlin)

## Hörspiele
- 1956: Walter Niebuhr: Das Geschäft mit der Kinderseele (Neustädter) – Regie: Werner Schlechte (Hörspiel – Rundfunk der DDR)
- 1957: Wolfgang Weyrauch: Woher kennen wir uns bloß? – Regie: Peter Thomas (Hörspiel – Rundfunk der DDR)

## Synchronisation
- 1957: Radovan Lukavský als Deutscher Kaplan in Jan Hus
- 1958: Bernard Lajarrige als Le Crocq in Polizeiaktion Dynamit (BRD) / Es geschieht Punkt 10 (DDR)